# Архімім
Архімім (грец. Archi — старший, грец. mimos — наслідуваний) — головний актор театру мімів Стародавнього Риму.

## Хронологія захоронення за участі архіміма
Біля процесу захоронення йшов архімім під музику та розказував життя або невдачі померлого та жартував про його надолугість або вчинки. Захоронення йшло у хронологічному порядку, ряд предків покійника, представлених портретами із розфарбованого воску, зробленими на зразок театральних масок. Ці маски одягнені були на людей, зростання яких і постава відповідали особі, зображеній цією маскою. Здалеку можна було подумати, що це справді самі пращури, що стали з могил. Ілюзія збільшувалася ще тим, що кожен мав атрибути вищої посади, коли-небудь займаної ним за життя, наприклад, консульської, преторської чи цензорської, і що його також супроводжували ліктори, як колись за життя; якщо хтось із предків мав тріумф, то обличчя, яке зображало його в процесії, їхало на колісниці.

## Розширені можливості в театрі та становлення як провідника в інший світ
На початку становлення римського театру, архімім займався звичайною організацією вистав та виступав у ролі звичайного актора. В той момент як в театрі виникла ідея обряду похорон із моментами комедії для багатих римлян, то роль головного актора в таких сценах надавалась архіміму. Під час поховальних обрядів, архімім зазвичай одягав на себе маску померлого і починав танцювати та висміювати захоронення високопоставленої людини, інколи називаючи його безцільним та занадто дорогим. Ціль цього обряду була в тому, щоб принести спокій мертвому та розвеселити живих.

## Галерея
|  |
|  |

|  |
|  |